# Conroy (Orne)
Der Conroy ist ein rund 21 Kilometer langer Fluss in Frankreich, der in der Region Grand Est verläuft. Er ist ein nordnordwestlicher und linker Zufluss der Orne.

## Geographie

### Verlauf
Der Conroy entspringt unter dem Namen Ruisseau de Boulange am östlichen Ortsrand von Boulange und entwässert generell Richtung Südost. In seinem Oberlauf versickert er streckenweise im Untergrund und mündet schließlich nach rund 21 Kilometern im Gemeindegebiet von Moyeuvre-Grande als linker Nebenfluss in die Orne. Im Mündungsabschnitt durchquert der Conroy das Stadtgebiet von Moyeuvre-Grande und verläuft dort streckenweise unterirdisch. Auf seinem Weg durchquert der Conroy die Départements Moselle und Meurthe-et-Moselle.

### Zuflüsse
(Reihenfolge in Fließrichtung)
- Ruisseau Fosse au Diable (rechts), 4,7 km
- Ruisseau de Chevillon (rechts), 6,5 km

### Orte am Fluss
(Reihenfolge in Fließrichtung)
- Boulange
- Fontoy
- Lommerange
- Neufchef
- Moyeuvre-Petite
- Moyeuvre-Grande